# アンメック
株式会社アンメックは、主にテレビ番組を制作する会社。日本テレビ系列のバラエティ番組を多数手がけている。

## 沿革
- 西日本放送出身で、元IVSテレビ制作のプロデューサーだった佐藤俊一が創設。
- 令和5年（2023年）10月2日に高松地裁にて破産手続きの開始決定を受けた。（官報より参照）

## 所属スタッフ
- 佐藤俊一（社長、プロデューサー）

## 主な担当番組

### 1997年3月-1999年12月
レギュラー番組
- メレンゲの気持ち（日本テレビ系列　1996年4月-、※1997年4月から業務開始）

スペシャル番組

### 2000年代
レギュラー番組
- おしゃれイズム（日本テレビ系列　2005年4月-）
- やぐちひとり©（テレビ朝日　2007年4月-2009年9月）
- 週末のシンデレラ 世界!弾丸トラベラー（日本テレビ系列　2007年10月-2011年9月）
- アメカフェ♪（日本テレビ　2008年10月-2009年3月）
- ぜんぶウソ（日本テレビ　2009年10月-12月）

スペシャル番組
- ザ・ハウスルール（日本テレビ系列　2009年3月-2010年3月、過去3回）

### 2010年代
レギュラー番組
- コレってアリですか?（日本テレビ系列　2010年4月-2011年9月）
- 不可思議探偵団（日本テレビ系列　2010年4月-2011年9月、※スタッフ派遣）
- ありえへん∞世界（テレビ東京系列　2010年10月-、※ディレクター派遣）
- くだまき八兵衛X（テレビ東京系列　2011年1月-2012年9月、※ディレクター派遣）
- なるほど!ハイスクール（日本テレビ系列　2011年4月-2012年3月、※スタッフ派遣）
- 眠れぬ街のアプリンス（日本テレビ　2011年5月-9月）
- なにわなでしこ（日本テレビ　2011年7月-12月、※スタッフ派遣）
- SKE48のマジカル・ラジオ（日本テレビ　2011年10月-12月、※スタッフ派遣）
- ネプ&イモトの世界番付（日本テレビ系列　2011年10月-、※スタッフ派遣）
- こんなのアイドルじゃナイン!?（日本テレビ　2012年1月-3月、※スタッフ派遣）
- たりないふたり（日本テレビ　2012年4月-6月）
- SKE48のマジカル・ラジオ2（日本テレビ　2012年4月-6月、※スタッフ派遣）
- ガチガセ（日本テレビ系列　2012年4月-2013年2月、※ディレクター派遣）
- ジャニーズJr.ランド（BSスカパー!　2012年10月-2013年9月、※ディレクター派遣）
- 解禁!暴露ナイト（テレビ東京系列　2012年10月-2014年9月、※ディレクター派遣）
- 快脳!マジかるハテナ（日本テレビ系列　2012年10月-2013年9月、※スタッフ派遣）
- 有吉ゼミ（日本テレビ系列　2013年10月-、※スタッフ派遣）
- もっとたりないふたり（日本テレビ　2014年4月-6月）
- ヨソで言わんとい亭〜ココだけの話が聞ける（秘）料亭〜（テレビ東京系列　2014年10月-、※ディレクター派遣）
- 沸騰ワード10（日本テレビ系列　2015年10月-）

スペシャル番組
- キレてもいいですか?（日本テレビ系列　2010年1月）
- 世界!カルチャーサミット（日本テレビ系列　2010年1月、サタデーバリューフィーバー）
- 未確認文化発見バラエティー 激撮!世界カルチャーSCOOP（日本テレビ　2010年9月、サタデーバリューフィーバー）
- 地球食堂 通ぶれる美味しい話（日本テレビ　2010年10月、サタデーバリューフィーバー）
- 世界を揺るがせた100人の女たち（日本テレビ　2010年12月、金曜スーパープライム）
- ブラマーヨ家のミミヨリーナ宮殿（日本テレビ　2011年2月、サタデーバリューフィーバー）
- ショーバト!（日本テレビ系列　2011年3月-、※スタッフ派遣）
- ザ・追跡スクープ劇場（日本テレビ系列　2011年8月-、過去5回）
- 号泣バラエティー なみだ記念日（日本テレビ　2011年10月、※スタッフ派遣）
- みんないらっしゃいTV（日本テレビ系列　2012年5月-9月、過去2回）
- 沸騰ワード10（日本テレビ系列　2014年4月、プラチナイト）
- クイズ!?正解は出さないで（日本テレビ系列　2014年5月-）
- 沸騰ワード10パート2（日本テレビ系列　2014年7月、サンデーバリューフィーバー）
- クイズ!?正解は出さないで 2（日本テレビ系列　2014年9月-）
- 沸騰ワード10パート3（日本テレビ系列　2014年10月）
- 忍24時（日本テレビ系列　2014年11月）
- 1周回って知らない話（日本テレビ系列　2014年12月）
- 沸騰ワード10パート4（日本テレビ系列　2015年3月）
- クイズ!?正解は出さないで プレスクール（日本テレビ系列　2015年3月）
- クイズ!?正解は出さないで 3（日本テレビ系列　2015年3月）
- 1周回って知らない話2（日本テレビ系列　2015年4月）
- 沸騰ワード10パート5（日本テレビ系列　2015年5月）
- 1周回って知らない話3（日本テレビ系列　2015年9月）